# Región de las Tierras Medias Occidentales
Tierras Medias Occidentales (West Midlands, en inglés) es una de las nueve regiones de Inglaterra. Está formada por seis condados: Staffordshire, Shropshire, Herefordshire, Worcestershire, Tierras Medias Occidentales y Warwickshire. Su capital es Birmingham (Tierras Medias Occidentales). Limita al norte con la Región Noroeste, al este con las Tierras Medias Orientales, al sureste con la Región Sudeste, al sur con la Región Sudoeste y al oeste con Gales. Con 13 000 km² es la tercera región menos extensa del país, por delante del Nordeste y Gran Londres, la menos extensa.